# Chondrostoma soetta
Chondrostoma soetta là một loài trong họ Cá chép (Cyprinidae), sống ở Ý, Slovenia (trước đây), Thuỵ Sĩ. Môi trường sống tự nhiên của loài này là sông, hồ nước ngọt. Nó đang chịu sức ép từ mất môi trường sống và sự cạnh tranh từ loài du nhập như Rutilus rutilus, Silurus glanis và Chondrostoma nasus. C. soetta đã tuyệt diệt ở Slovenia, đang tụt giảm số lượng trong hồ Como, hồ Lugano, hồ Maggiore, hồ Iseo, hồ Garda của Ý và Thuỵ Sĩ. Ngược lại, một số quần thể du nhập vào những hồ khác có vẻ lại đang tăng trưởng.